# Georg Wenzel Ritter
Georg Wenzel Ritter (ur. 7 kwietnia 1748 w Mannheimie, zm. 16 czerwca 1808 w Berlinie) – niemiecki kompozytor i fagocista.

## Życiorys
Od 1764 do 1778 roku był członkiem orkiestry dworskiej w Mannheimie. W 1778 roku przeniósł się wraz z dworem do Monachium, gdzie otrzymał posadę drugiego fagocisty. W 1774 roku koncertował w Londynie. Od 1778 roku był członkiem orkiestry królewskiej w Berlinie. Grę Rittera podziwiał Wolfgang Amadeus Mozart, który spotkał go w Mannheimie w 1777 roku oraz w Paryżu w 1778 roku. Napisał dla niego partię fagotu w swojej Symfonii koncertującej (K.Anh. 9, 297b).
Skomponował 2 koncerty na fagot i orkiestrę oraz 6 kwartetów na fagot i smyczki. Jego bratankiem był kompozytor Peter Ritter.